# Casa famiglia Santa Lucia

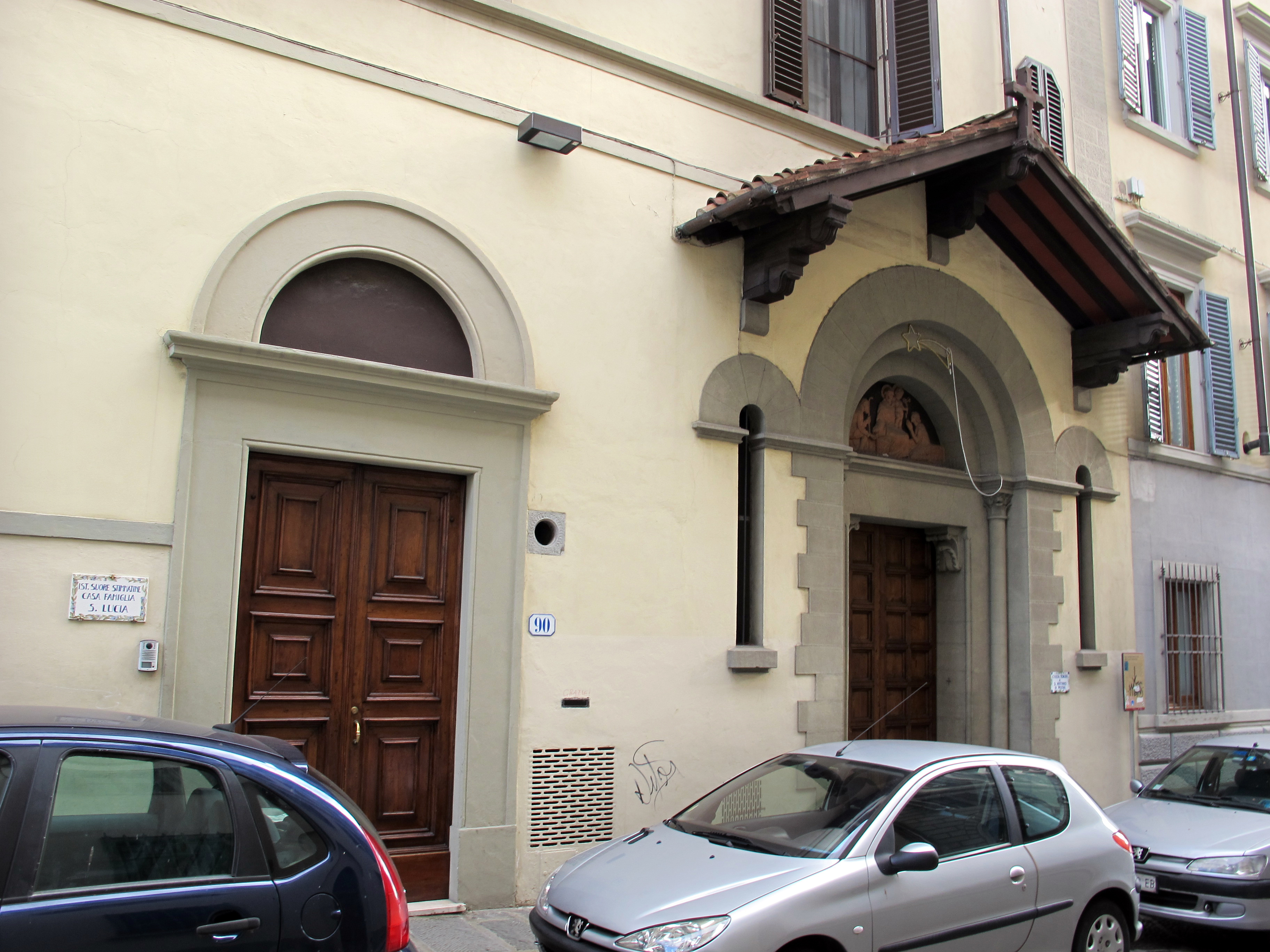
Santa Lucia in Borgo Pinti

La Casa famiglia Santa Lucia in Borgo Pinti a Firenze è un istituto caritatevole.

## Storia

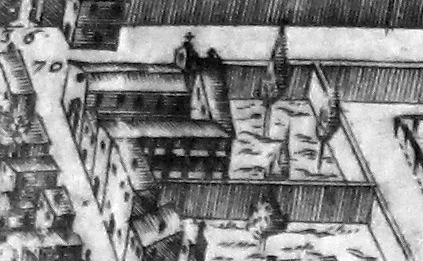
Il monastero di San Giuseppe nella pianta del Buonsignori

Nel tratto finale di questa strada, presso l'odierno piazzale Donatello, vi erano ospizi e lazzaretti, passati poi sotto la tutela dell'ospedale di Santa Maria Nuova. Lisabetta, vedova del cuoiaio Bartolomeo Salvini, ebbe in concessione dagli spedalinghi i terreni e il fabbricato per fondare il convento di monache di San Giuseppe (poi trasferito al Prato di Ognissanti). Nel 1695 lo sostituì l'Educandato di San Carlo Borromeo per fanciulle da preparare alla vita domestica; dal nome del benefattore Carlo Gianni, scudiero del granduca Cosimo III, le educande furono dette "Giannizzere". Esse, come scrive Guido Carocci, «divenivano brave donne di compagnia, abili domestiche e il Gianni con grande zelo si adoperava a collocarle presso le famiglie e a dotarle».
Nel 1750 l'Educandato fu assorbito dal conservatorio di San Salvatore dei Mendicanti e vi venne poi aperto l'ospizio di Sant'Antonio da Padova, per iniziativa di padre Bernardino da Gaiole. Dopo un periodo di abbandono, nel 1929 divenne sede dell'Istituto delle Suore Stimmatine. Attualmente i locali sono occupati dalle stesse Stimmatine (Istituto delle Povere Figlie delle Sacre Stimmate) che vi tengono l'Istituto Femminile San Silvestro (casa famiglia Santa Lucia).

## Descrizione
Il tettuccio di eco francescana che segna l'ingresso all'oratorio di Sant'Antonio da Padova e che caratterizza il prospetto su Borgo Pinti fu realizzato su disegno del pittore Massimiliano Corcos (così ricorda una targa all'interno). Decisamente particolare la situazione che il complesso presenta sul piazzale Donatello: dato che successivamente alla demolizione delle mura della città che qui correvano (1865) questa porzione non fu oggetto di riconfigurazione, è ben leggibile sia la zona absidale dell'oratorio, sia l'attuale e apparentemente incongruo orientamento dell'edificio, obliquo rispetto al tracciato dei nuovi viali.

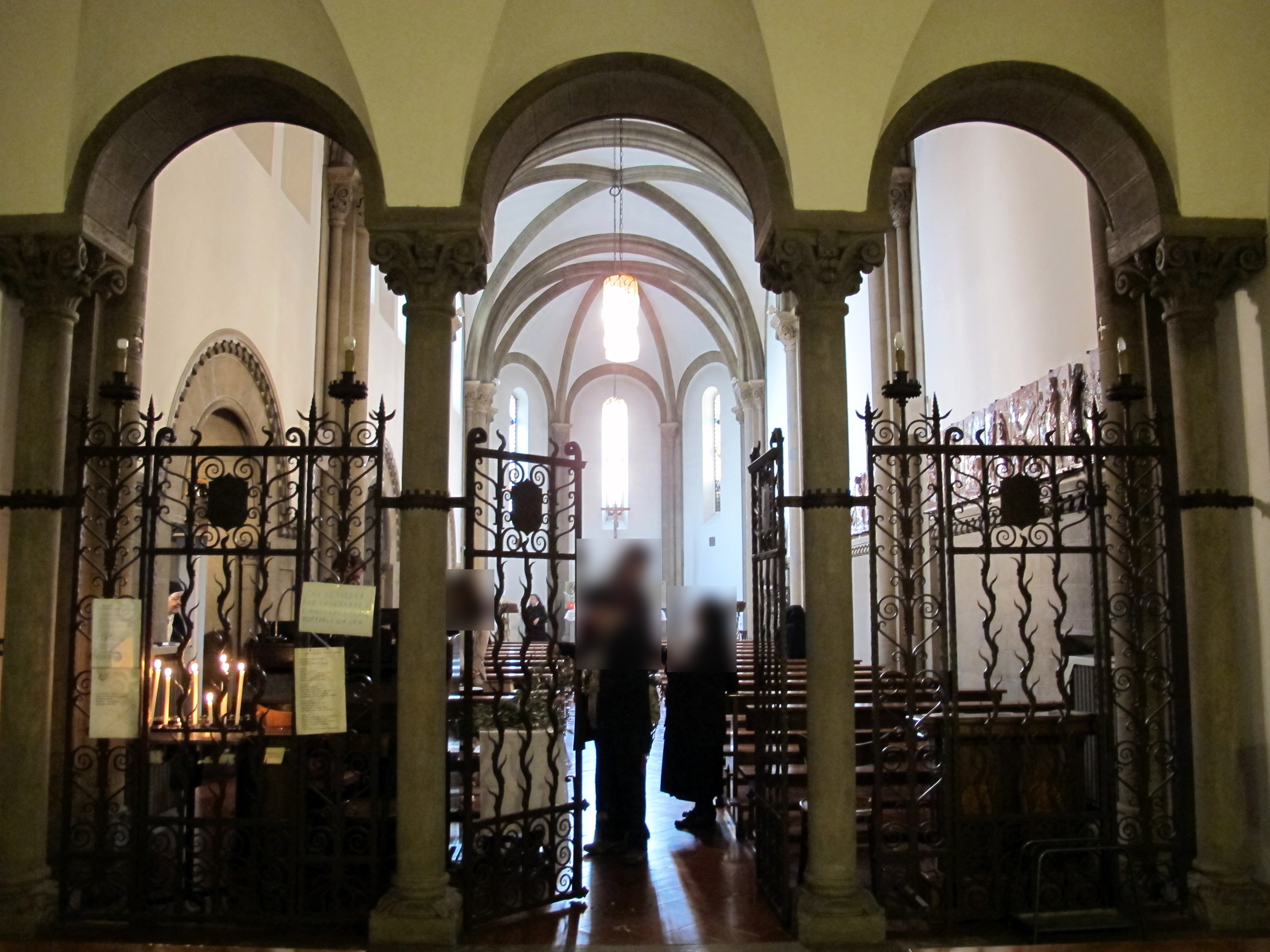
Interno della chiesa

Sulla cantonata si vede un tabernacolo con un Crocifisso di Gianni Vagnetti databile al 1950 circa, che fu donato dalla vedova dopo la morte dell'artista, non essendo egli riuscito a portare a compimento il suo progetto di rappresentarvi i maggiori santi fiorentini attorno al trono della Madonna. Sopra si trova l'ormai illeggibile stemma del vescovo Leonardo Buonafede con la mitria vescovile e la scritta "Fundator", che risaliva ai tempi dell'antico monastero di San Giuseppe.